# 5 AM
5 AM è un singolo della cantante inglese Katy B, pubblicato nel 2013 ed estratto dal suo secondo album in studio Little Red.

## Tracce
- Download digitale

1. 5 AM – 3:22
2. I Like You – 4:06
3. 5 AM (acapella) – 3:43
4. 5 AM (Route 94 Remix) – 5:15
5. 5 AM (Leftwing & Kody Remix) – 6:41